# Джа и Лобо
Джа и Лобо (фр. Dja-et-Lobo) — один из 4 департаментов Южного региона Камеруна. Находится в восточной части региона, занимая площадь в 19 911 км².
Административным центром департамента является город Сангмелима (фр. Sangmélima). Граничит с Габоном и Республикой Конго на юге, а также департаментами: От-Ньонг (на востоке и северо-востоке), Ньонг и Мфуму (на севере), Ньонг и Соо (на северо-западе) и Мвила (на западе).

Департамент Джа и Лобо на карте Южного региона

В южной части департамента расположена западная оконечность (≈1/4 от общей площади) одного из заповедников Камеруна — Джа.

## Административное деление
Департамент Джа и Лобо подразделяется на 9 коммун:
1. Бенгбис (фр. Bengbis)
2. Джум (фр. Djoum)
3. Зоэтеле (фр. Zoétélé)
4. Мейомессала (фр. Meyomessala)
5. Мейомесси (фр. Meyomessi)
6. Минтом (фр. Mintom)
7. Овенг (фр. Oveng)
8. Сангмелима (фр. Sangmélima) (commune urbaine)
9. Сангмелима (фр. Sangmélima) (commune rurale)